# Красноармієць
Красноармі́єць (рос. Красноармеец) — селище у складі Нижньосергинського району Свердловської області. Входить до складу Михайловського міського поселення.
Населення — 717 осіб (2010, 826 у 2002).
Національний склад станом на 2002 рік: росіяни — 71 %, татари — 26 %.
Стара назва — Совхоз Конезавод № 30.